# Amidorus umbrinus
Amidorus umbrinus är en skalbaggsart som beskrevs av Koshantschikov 1913. Amidorus umbrinus ingår i släktet Amidorus och familjen Aphodiidae. Inga underarter finns listade i Catalogue of Life.